# Zahlungsdienste (Deutschland)
Zahlungsdienste sind Dienstleistungen, die der Abwicklung des Zahlungsverkehrs dienen. Sie werden im Zahlungsdiensteaufsichtsgesetz (ZAG) geregelt.

## Allgemeines
Das ZAG ist die Transformation der in allen EU-Mitgliedstaaten seit 2015 geltenden Zahlungsdiensterichtlinie (Richtlinie (EU) 2015/2366, zuvor Richtlinie 2007/64/EG) und führt in § 1 Abs. 1 Satz 2 ZAG die Zahlungsdienste abschließend auf. Es handelt sich hierbei um:
1. das Ein- oder Auszahlungsgeschäft;
2. das Zahlungsgeschäft ohne Kreditgewährung;
3. das Zahlungsgeschäft mit Kreditgewährung;
4. das Akquisitionsgeschäft;
5. das Finanztransfergeschäft;
6. Zahlungsauslösedienste und
7. Kontoinformationsdienste.

Die Erbringung von Zahlungsdiensten steht unter Bankenaufsicht der Bundesanstalt für Finanzdienstleistungsaufsicht (BaFin). Unternehmen dürfen Zahlungsdienste nur mit einer Erlaubnis gemäß § 10 Abs. 1 ZAG erbringen, die bei der BaFin beantragt werden muss.
Bankgebühren sind nach § 675f Abs. 5 Satz 1 BGB für alle Zahlungsdienste zulässig, also auch für Barein- und Barauszahlungen am Bankschalter.

## Ein- oder Auszahlungsgeschäft
Das Ein- oder Auszahlungsgeschäft erbringt gemäß § 1 Abs. 1 Satz 2 Nr. 1 und 2 ZAG, wer Bareinzahlungen auf ein Zahlungskonto (Nr. 1 ZAG) oder Barauszahlungen von einem Zahlungskonto (Nr. 2 ZAG) ermöglicht, sowie derjenige, der alle für die Führung eines Zahlungskontos erforderlichen Vorgänge ausführt.
Bei einem Zahlungskonto handelt es sich gemäß § 1 Abs. 17 ZAG um ein auf den Namen eines oder mehrerer Zahlungsdienstnutzer lautendes und der Ausführung von Zahlungsvorgängen dienendes Konto. Auch das geläufige Girokonto ist im Kern ein Zahlungskonto, dient jedoch – im Vergleich zum Zahlungskonto im Sinne des ZAG – der Erbringung weiterer Dienstleistungen (wie z. B. dem Kreditgeschäft durch Auszahlung eines Darlehens auf das Girokonto oder dem Einlagengeschäft durch einen Habensaldo auf dem Girokonto).

### Bareinzahlungen auf ein Zahlungskonto
Das Einzahlungsgeschäft liegt vor, wenn Bareinzahlungen auf ein Zahlungskonto ermöglicht werden. Solche Dienste erbringt ein Kreditinstitut, indem es  von einem Bankkunden Bargeld entgegennimmt, um es dem Bankkonto des Kunden gutzuschreiben. Aber auch schon jeder Dritte, der Bargeldeinzahlungen auf ein Zahlungskonto für den Kontoinhaber ermöglicht, erbringt das Einzahlungsgeschäft. Dies gilt beispielsweise für selbstständige Betreiber von Geldautomaten, an denen auch Einzahlungen möglich sind.

### Barauszahlungen von einem Zahlungskonto
Um Auszahlungsgeschäft handelt es sich, wenn aus Buchgeld Bargeld wird. Solche Dienste erbringt ein Kreditinstitut, indem es Bargeld an den Bankkunden ausgibt, um im Anschluss das Bankkonto des Kunden zu belasten. Aber auch jeder selbstständige Betreiber von Geldautomaten erbringt das Auszahlungsgeschäft, da der Automatenbetreiber die Auszahlung ermöglicht. „Bargeldabhebungen“ an der Supermarktkasse (sog. „Cash-Back-Verfahren“) sind kein Zahlungsdienst. Dies wird von der in § 2 Abs. 1 Nr. 4 ZAG normierten Ausnahme klargestellt.

### Führung eines Zahlungskontos
Bereits die mit der Führung eines Zahlungskontos im Sinne des § 1 Abs. 17 ZAG erforderlichen Vorgänge stellen einen Zahlungsdienst dar. Bereits die Einrichtung eines Zahlungskontos ist zur Anwendung des ZAG ausreichend. Ein mit der Führung eines Zahlungskontos erforderlicher Vorgang ist z. B. die Erstellung von Rechnungsabschlüssen.

## Zahlungsgeschäft ohne Kreditgewährung
Beim Zahlungsgeschäft ohne Kreditgewährung handelt es sich gemäß § 1 Abs. 1 Satz 2 Nr. 3 ZAG um die Erbringung von Zahlungsvorgängen durch die Ausführung von Lastschriften (Lastschriftgeschäft), die Ausführung von Überweisungen oder Echtzeitüberweisungen (Überweisungsgeschäft) sowie die Ausführung von Zahlungsvorgängen mittels einer Zahlungskarte (z. B. Kreditkarte oder Debitkarte) oder eines ähnlichen Zahlungsinstruments (Zahlungskartengeschäft).
Das Zahlungsgeschäft erbringt nur derjenige, der unmittelbar in den Transfer von Buchgeld, z. B. im Lastschriftverfahren als Zahl- oder Inkassostelle, eingebunden ist. Nicht ausreichend ist daher beispielsweise das bloße Einreichen eines Überweisungsträgers bei der Bank. Nicht unmittelbar eingebunden sind zudem Dienstleister, die den Transfer von Buchgeld lediglich anstoßen, wie Dienstleister der sog. „overlay services“ (z. B. die Anbieter giropay oder Sofortüberweisung).
Beim Zahlungsgeschäft ohne Kreditgewährung müssen die Konten des Zahlers gedeckt sein, also ein Bankguthaben aufweisen.

## Zahlungsgeschäft mit Kreditgewährung
Beim Zahlungsgeschäft mit Kreditgewährung gemäß § 1 ZAG Abs. 1 Satz 2 Nr. 4 ZAG handelt es sich um die Übermittlung von Buchgeld mittels Lastschrift, Überweisung und Kartenzahlung unter Gewährung eines Kredits. Praktischer Anwendungsbereich sind Gelddarlehen gemäß § 488 BGB, die im Zusammenhang mit einer Kreditkartenzahlung gewährt werden. Zahlungsinstituten gemäß § 1 Abs. 1 Nr. 1 ZAG ist die Kreditgewährung jedoch nur unter den bestimmten Voraussetzungen erlaubt. Gemäß § 3 Abs. 4 ZAG dürfen Kredite nur als Nebentätigkeit und ausschließlich im Zusammenhang mit der Ausführung von Zahlungsvorgängen gewährt werden. Außerdem darf der Kredit nicht über eine Laufzeit von 12 Monaten hinaus gewährt werden. Letztlich dürfen Kredite nicht aus Geldbeträgen gewährt werden, die das Zahlungsinstitut vorher zum Zwecke der Ausführung eines Zahlungsvorgangs entgegengenommen hatte.

## Akquisitionsgeschäft
Das Akquisitionsgeschäft gemäß § 1 Abs. 1 Satz 2 Nr. 5 ZAG umfasst zwei Alternativen, nämlich die Ausgabe sogenannter Zahlungsinstrumente (Alt. 1 ZAG) oder die Annahme und Abrechnung von mit Zahlungsinstrumenten ausgelösten Zahlungsvorgängen (Alt. 2 ZAG).
Ein Zahlungsinstrument ist gemäß § 1 Abs. 20 ZAG jedes personalisierte Instrument oder Verfahren, das zwischen dem Zahlungsdienstnutzer und dem Zahlungsdienstleister für die Erteilung von Zahlungsaufträgen vereinbart wird und das vom Zahlungsdienstnutzer eingesetzt wird, um einen Zahlungsauftrag zu erteilen. Solche Instrumente oder Verfahren sind z. B. die Girocard, die Kreditkarte oder das Onlinebanking.

### Ausgabe von Zahlungsinstrumenten
Einen Zahlungsdienst im Sinne des ZAG stellt bereits die bloße Ausgabe eines Zahlungsinstruments dar, das heißt z. B. die Ausgabe von EC-Karten, Kreditkarten oder die Einrichtung des Onlinebankings.

### Annahme und Abrechnung von Zahlungsvorgängen
Die zweite Alternative des Akquisitionsgeschäfts wird durch die Annahme und Abrechnung von mit Zahlungsinstrumenten ausgelösten Zahlungsvorgängen erfüllt. Die Annahme und Abrechnung von Zahlungsvorgängen (vor allem Zahlungen mit Kreditkarte) ist typische Tätigkeit des sogenannten Acquirers. Dieser steht zwischen dem die Kartenzahlung akzeptierenden Einzelhändler und dem die Karte ausgebenden Unternehmen (Emittent). Der Acquirer rechnet die Kartenzahlungen mit dem Emittenten (z. B. die Hausbank des Einkäufers) ab und überweist dem Einzelhändler seinen Umsatz.

## Finanztransfergeschäft
Beim Finanztransfergeschäft handelt es sich gemäß § 1 Abs. 1 Satz 2 Nr. 6 ZAG um Dienste, bei denen ohne Einrichtung eines Zahlungskontos auf den Namen eines Zahlers oder eines Zahlungsempfängers ein Geldbetrag des Zahlers ausschließlich zur Übermittlung eines entsprechenden Betrags an den Zahlungsempfänger oder an einen anderen, im Namen des Zahlungsempfängers handelnden Zahlungsdienstleister entgegengenommen wird oder bei dem der Geldbetrag im Namen des Zahlungsempfängers entgegengenommen und diesem verfügbar gemacht wird.
Genauso wie beim Zahlungsgeschäft wird beim Finanztransfergeschäft ein Geldbetrag übermittelt. Die Besonderheit des Finanztransfergeschäfts besteht jedoch darin, dass für die Übermittlung kein Zahlungskonto (im Sinne des § 1 Abs. 17 ZAG) verwendet wird. Der Dienstleister nimmt lediglich einen Geldbetrag entgegen (in bar, durch Überweisung oder in sonstiger Weise), um einen entsprechenden Betrag weiterzuleiten. Die Weiterleitung erfolgt entweder an den Zahlungsempfänger selbst oder an einen im Namen des Zahlungsempfängers handelnden Dienstleister.
Das Finanztransfergeschäft erbringen vor allem die klassischen „money remittance agencies“ wie Western Union oder MoneyGram. Jedoch auch Onlinevermittlungsportale, die Geldbeträge von Kunden zur Weiterleitung entgegennehmen, können von der Regelung erfasst sein.

## Erlaubnispflicht
Die Erbringung von Zahlungsdiensten steht unter Erlaubnisvorbehalt. Gemäß § 10 Abs. 1 ZAG muss eine Erlaubnis zur Erbringung von Zahlungsdiensten beantragen, wer Zahlungsdienste gewerbsmäßig oder in einem Umfang, der einen in kaufmännischer Weise eingerichteten Geschäftsbetrieb erfordert, im Inland als Zahlungsinstitut (§ 1 Abs. 1 Nr. 1 ZAG) erbringen will. CRR-Kreditinstitute (§ 1 Abs. 3d S. 1 KWG) oder E-Geld-Institute (§ 1 Abs. 1 Nr. 2 ZAG) können Zahlungsdienste aufgrund ihrer Erlaubnis gemäß § 32 Abs. 1 KWG bzw. § 11 Abs. 1 ZAG erbringen.
Für die Beantragung einer Erlaubnis nach § 10 Abs. 1 ZAG sind der BaFin bestimmte Unterlagen einzureichen (§ 10 Abs. 2 ZAG). Es handelt sich hierbei um:
- eine Beschreibung des Geschäftsmodells;
- ein Geschäftsplan mit einer Budgetplanung für die ersten drei Geschäftsjahre;
- den Nachweis für ein ausreichendes Anfangskapital;
- eine Beschreibung der Maßnahmen zur Erfüllung der Sicherungsanforderungen bei der Entgegennahme von Geldbeträgen;
- eine Beschreibung der internen Kontrollmechanismen;
- eine Darstellung der Aufbauorganisation des Antragstellers;
- die Namen der Inhaber einer bedeutenden Beteiligung (§ 1 Abs. 7 ZAG) und die Höhe der Beteiligung;
- die Zuverlässigkeit und fachliche Eignung der Geschäftsleiter;
- die Namen der Abschlussprüfer des Jahresabschlusses und des Konzernabschlusses;
- die Angabe der Rechtsform und beglaubigte Kopie der Satzung oder des Gesellschaftsvertrags des Antragstellers;
- die Angabe der Anschrift der Hauptverwaltung oder des Sitzes des Antragstellers.

Sobald der BaFin sämtliche Unterlagen zur Antragstellung vorliegen, ergeht eine Entscheidung innerhalb von drei Monaten (§ 10 Abs. 3 ZAG). Regelmäßig fordert die BaFin jedoch ergänzende Unterlagen an, so dass sich der Beginn der dreimonatigen Entscheidungsfrist verzögert.